# تقریبا مرده (فیلم ۲۰۱۰)
تقریباً مرده (به انگلیسی: As Good as Dead) یک فیلم سینمایی آمریکایی با موضوع جنایی محصول سال ۲۰۱۰ به کارگردانی جاناتان ماسک و با بازی اندی مک‌داول، کری الویس، فرانک ویلی و مت دالاس است. این اثر سینمایی اولین کارگردانی جاناتان ماسک است. این فیلم در سال ۲۰۱۰ در جشنواره فیلم بورلی هیلز نمایش داده شد.

## داستان
بعد از ترور یک رهبر مذهبی، وفاداران به او مردی را که مسئول مرگ رهبر می‌دانند، به نشانه انتقام ربوده و شکنجه می‌کنند اما بعد از مدتی متوجه می‌شوند که شخص اشتباهی را گرفته‌اند و در مسیر تکان دهنده‌ای قرار گرفته‌اند.
اتان بلفریج (کری الوز) یک عکاس خبرنگار است که از همسرش جدا شده‌است. یک روز بعدازظهر او با دو مرد به نام‌های آرون (فرانک ویلی) و جیک (مت دالاس) روبرو می‌شود که به حمله و ربودن او می‌پردازند. آنها ایتان را حبس می‌کنند و او را متهم می‌کنند که مسئول مرگ رهبر فرقه و کشیش است، که پدر مهاجم سوم، هلن کالاهان (اندی مک داول است). هلن و آرون ادعا می‌کنند که ایتان یکی از سه مهاجمی است که رهبر فرقه را کشت. وقتی اتان سعی می‌کند برای کمک با همسایه خود سارا (اما کانتور) تماس بگیرد، آنها او را نیز می‌ربایند. آرون که روی گردنش خالکوبی نئونازی دارد، سارا را گره می‌زند و شروع به بازجویی از او می‌کند. او می‌پرسد که آیا او و ایتان با هم رابطه دارند یا خیر اما او آن را انکار می‌کند. سه مهاجم شروع به مشاجره می‌کنند و هلن آرون را عصبانی می‌کند و به او می‌گوید که او مشکلات روانی دارد، بنابراین سارا را با تزریق مواد مخدر به او می‌کشد. هارون و هلن به شکنجه اتان ادامه می‌دهند تا اینکه او به قتل کشیش اعتراف کرد. سپس او را مجبور می‌کنند جزئیات قتل کشیش را بنویسد، اما او از همکاری امتناع می‌کند و مهاجمانش را عصبانی می‌کند و تهدید می‌کنند که او را زنده می‌سوزانند. ایتن با گفتن اینکه اطلاعاتی حاوی جزئیات قتل را در اختیار دارد، سعی می‌کند آنها را به تأخیر بیندازد. آرون می‌گوید که اگر ایتان نتواند اطلاعات را پیدا کند، دخترش را خواهند کشت. بر اساس مدرکی که قفل شده بود، هلن متوجه می‌شود که ایتان مسئول مرگ کشیش نیست و به هارون می‌گوید که باید آزاد شود. هارون که از ایده آزادی اتان خشمگین شده‌است، همسر و دختر اتان را می‌رباید و آنها را گروگان نگه می‌دارد. جیک مداخله می‌کند تا آرون را از کشتن دختر جوان بازدارد و به همین دلیل آرون به‌طور تصادفی به او شلیک می‌کند. ایتن می‌تواند با استفاده از چاقویی که هلن به او داده بود گره‌های خود را باز کند و هم آرون و هم هلن را با اسلحه آرون می‌کشد. فیلم با آزاد شدن اتان و خانواده‌اش از مهاجمان به پایان می‌رسد و خانه در آتش می‌سوزد و مشخص می‌شود که اتان مسئول قتل کشیش شده‌است.

## بازیگران
- اندی مک داول در نقش هلن کالاهان
- کری الوز در نقش اتان بلفریج
- فرانک ویلی در نقش هارون
- مت دالاس در نقش جیک
- نیکول انصاری کاکس در نقش کیت بلفریج
- برایان کاکس در نقش کشیش کهالان
- کلارک میدلتون در نقش ست

## بازخورد
جسی کاتالدو از اسلنت مگزین یک ستاره و نیم به فیلم داد.